# Parc quasi national d'Oga
Le parc quasi national d'Oga (男鹿国定公園, Oga Kokutei Kōen) est un parc quasi national situé sur la péninsule d'Oga, dans la préfecture d'Akita au Japon. Créé le 15 mai 1973, il s'étend sur 81,56 km2.